# Північно-західна Арктика (боро)
Шаблон:StateAbbr_ 67° пн. ш. 160° зх. д. / 67° пн. ш. 160° зх. д.
Боро Північно-західної Арктики (англ. Northwest Arctic Borough) — боро в штаті Аляска, США. Охоплює території, прилеглі до затоки Коцебу, та частину самої затоки.

## Демографія
За даними перепису 2000 року загальне населення боро становило 7208 осіб, зокрема міського населення було 3072, а сільського — 4136. Серед мешканців боро чоловіків було 3847, а жінок — 3361. У боро було 1780 домогосподарств, 1405 родин, які мешкали в 2540 будинках. Середній розмір родини становив 4,36 особи.
Віковий розподіл населення поданий у таблиці:
| Стать    | До 15 років | 15-21 | 22-29 | 30-39 | 40-49 | 50-65 | 65-85 | Понад 85 |
| -------- | ----------- | ----- | ----- | ----- | ----- | ----- | ----- | -------- |
| Чоловіки | 1297        | 473   | 401   | 585   | 528   | 395   | 158   | 10       |
| Жінки    | 1213        | 459   | 355   | 466   | 380   | 297   | 174   | 17       |

## Оточення
- Боро Північного Схилу — з півночі
- Зона перепису Юкон-Коюкук — зі сходу, південного сходу
- Зона перепису Ном — із півдня, південного заходу
- На заході омивається затокою Коцебу